# Медведица (приток Западной Двины)
Медведица — река в Тверской области России, приток Западной Двины. Длина реки составляет 11 км.

## Течение
Река протекает по территории Ильинского сельского поселения Западнодвинского района.
Берёт начало в 1 км к северо-востоку от деревни Козино. Течёт сначала в северном, потом в северо-западном направлении. Впадает в Западную Двину на высоте приблизительно 158 метров над уровнем моря справа недалеко от устья Торопы.

## Притоки
Основной приток — ручей Теменник — впадает справа.

## Населённые пункты
На берегу реки расположены населённые пункты Рудня и Забежня.